# Chrysopa mimeuri
Chrysopa mimeuri är en insektsart som beskrevs av Navás 1936. Chrysopa mimeuri ingår i släktet Chrysopa och familjen guldögonsländor. Inga underarter finns listade i Catalogue of Life.